# ويليام فلوران
ويليام فلوران (بالفرنسية: Guillaume Florent)‏ هو متسابق يخت فرنسي، ولد في 13 أكتوبر 1973 في دونكيرك في فرنسا.

## وصلات خارجية
- ويليام فلوران على موقع أوليمبيديا (الإنجليزية)
- ويليام فلوران على موقع اللجنة الأولمبية الفرنسية (مؤرشف) (الفرنسية)